# 552 (numero)
Cinquecentocinquantadue (552) è il numero naturale dopo il 551 e prima del 553.

## Proprietà matematiche
- È un numero pari.
- È un numero composto con 16 divisori: 1, 2, 3, 4, 6, 8, 12, 23, 24, 46, 69, 92, 138, 184, 276, 552. Poiché la somma dei suoi divisori (escluso il numero stesso) è 888 > 552, è un numero abbondante.
- È un numero di Harshad nel sistema numerico decimale.
- È un numero oblungo, ovvero della forma n(n+1).
- È un numero intoccabile.
- È pari alla somma di 6 numeri primi consecutivi, 79, 83, 89, 97, 101, 103.
- È un numero pratico.
- È un numero palindromo nel sistema di numerazione posizionale a base 19 (1A1).
- È un numero congruente.
- È parte delle terne pitagoriche (161, 552, 575), (230, 552, 598), (385, 552, 673), (414, 552, 690), (230, 552, 598), (552, 736, 920), (552, 986, 1130), (552, 1035, 1173), (552, 1539, 1635), (552, 1610, 1702), (552, 2080, 2152), (552, 3150, 3198), (552, 3289, 3335), (552, 4214, 4250), (552, 4745, 4777), (552, 6336, 6360), (552, 8455, 8473), (552, 9514, 9530), (552, 12690, 12702), (552, 19040, 19048), (552, 25389, 25395), (552, 38086, 38090), (552, 76175, 76177).

## Astronomia
- 552 Sigelinde è un asteroide della fascia principale del sistema solare.
- NGC 552 (di identificazione incerta) appartiene alla costellazione dei Pesci.

## Astronautica
- Cosmos 552 è un satellite artificiale russo.